# Ancistrus martini
Ancistrus martini är en fiskart som beskrevs av Schultz, 1944. Ancistrus martini ingår i släktet Ancistrus och familjen Loricariidae. Inga underarter finns listade i Catalogue of Life.